# تيم كرين
تيم مارتن كرين (بالإنجليزية: Tim Crane)‏ (من مواليد 17 أكتوبر 1962) هو فيلسوف بريطاني وشخصية مركزية في فلسفة العقل وفلسفة الإدراك وفلسفة علم النفس والميتافيزيقيا، ولد في 1962 في أكسفورد في المملكة المتحدة. تشمل مساهماته في الفلسفة الدفاع عن حساب غير فيزيائي للعقل؛ الدفاع عن التعمد عن الوعي؛ دفاع عن أطروحة أن التجربة الإدراكية لها محتوى غير مفاهيمي؛ مقاربة نفسية لعناصر التفكير ؛ والدفاع عن أطروحة أن القصدية هي علامة العقلية. يشغل حاليًا منصب رئيس القسم وأستاذ الفلسفة في جامعة أوروبا الوسطى، وكان سابقًا أستاذًا في Knightbridge للفلسفة في جامعة كامبريدج وزميلًا في Peterhouse.

## السيرة الذاتية
حصل كرين على درجة البكالوريوس من جامعة دورهام، وماجستير من جامعة يورك وشهادة الدكتوراه في عام 1989 من جامعة كامبريدج، حيث كان طالبًا في بيتيرهاوس.حيث درس مع جيريمي باترفيلد وهيو ميلور. في الفترة من 1990 إلى 2009، قام بالتدريس في جامعة كوليدج لندن، أولاً كمحاضر ثم كقارئ، وأستاذ ورئيس قسم. كان مدير معهد الفلسفة في لندن بين عامي 2005 و 2008. تم تعيينه كأستاذ نايت بريدج للفلسفة في جامعة كامبريدج في سبتمبر 2009.
وهو أيضًا محرر فلسفة ملحق التايمز الأدبي. في أغسطس 2017، للتحق بقسم الفلسفة في جامعة أوروبا الوسطى، حيث تولى منصب أستاذ كامل. إنه شقيق الملحن لورانس كرين.
تزوج من الفيلسوفة كاتالين فاركاس، التي تدرس أيضا في جامعة أوروبا الوسطى.

## الكتب
كتب مؤلفة

- معنى المعتقد (كامبريدج، ماساتشوستس: مطبعة جامعة هارفارد، 2017)
- جوانب علم النفس (كامبريدج، ماساتشوستس: مطبعة جامعة هارفارد، 2014)
- وجوه الفكر (أكسفورد: مطبعة جامعة أكسفورد، 2013)
- عناصر العقل (أكسفورد: مطبعة جامعة أكسفورد 2001)
- العقل الميكانيكي: مقدمة فلسفية للعقول والآلات والتمثيل العقلي (هارموندسوورث: كتب البطريق 1995)
- الإصدار الثاني، منقح بشكل كبير مع فصل جديد كلياً (لندن: روتليدج 2003)

## وصلات خارجية
- الموقع الرسمي
- تيم كرين على موقع IMDb (الإنجليزية)